# Hammondville
Hammondville é uma cidade  localizada no estado americano do Alabama, no Condado de DeKalb.

## Demografia
Segundo o censo americano de 2000, a sua população era de 486 habitantes.
Em 2006, foi estimada uma população de 537, um aumento de 51 (10.5%).

## Geografia
De acordo com o United States Census Bureau, a localidade tem uma área de 12,7 km², sem área coberta por água.

## Localidades na vizinhança
O diagrama seguinte representa as localidades num raio de 16 km ao redor de Hammondville.